# Embobracon brevistigmus
Embobracon brevistigmus är en stekelart som beskrevs av Van Achterberg 1995. Embobracon brevistigmus ingår i släktet Embobracon och familjen bracksteklar. Inga underarter finns listade i Catalogue of Life.